# 2 mai 2018
Le mercredi 2 mai est le 124e jour de l'année 2018.

## Décès
- Gord Brown , homme politique canadien[1].
- Wang Danfeng, actrice chinoise[2].
- Wolfgang Völz , acteur allemand[3].
- Cliff Watson , joueur de rugby à XIII anglais[4].
- Eugenio de Nora , poète espagnol[5].

## Événements
- À Sydney, Emmanuel Macron, président de la République française, fait une déclaration sur les relations entre la France et l'Australie et l'amitié entre les deux peuples[6].
- Auto-dissolution du groupe terroriste indépendantiste basque Euskadi ta Askatasuna[7].
- Une fusillade et des attentats-suicides d'un commando de 4 membres de l’État islamique contre le siège de la Haute Commission électorale libyenne tuent 12 personnes et en blessent 7 autres[8].
- Annonce de la première détection d'hélium dans l'atmosphère d'une exoplanète, en l'occurrence WASP-107 b.
- Accident aérien du Lockheed WC-130H aux États-Unis.
- Découverte, sur le site archéologique de Kalinga d'un squelette de rhinocéros philippin vieux de 700.000 ans présentant des signes de découpe, ce qui indiquerait que des hominidés (peut-être l'Homme de Callao, peut-être l'Homme de Florès, peut-être une espèce inconnue) seraient arrivés dans l'archipel philippin beaucoup plus tôt que ce que l'on croyait[9],[10].
- Nuit du 2 au 3 mai : une tempête de sable provoque au moins 125 morts en Inde[11].